# Bohunice (okres Ilava)
Bohunice (Hongaars: Vágbánya) is een Slowaakse gemeente in de regio Trenčín, en maakt deel uit van het district Ilava.
Bohunice telt 750 inwoners.